# Ficus cyathistipula
Ficus cyathistipula är en mullbärsväxtart. Ficus cyathistipula ingår i släktet fikonsläktet, och familjen mullbärsväxter.

## Underarter
Arten delas in i följande underarter:
- F. c. cyathistipula
- F. c. pringsheimiana

## Bildgalleri

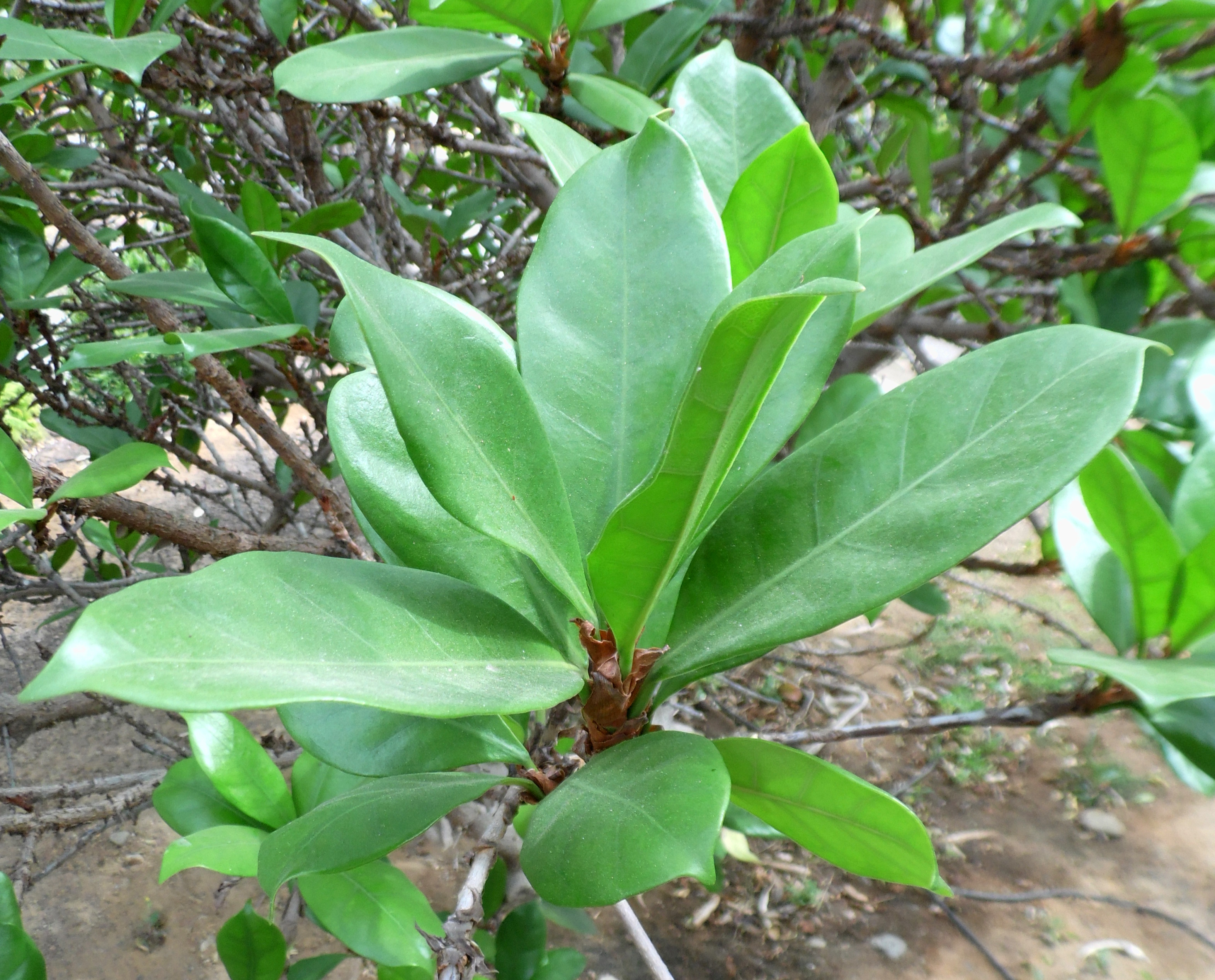
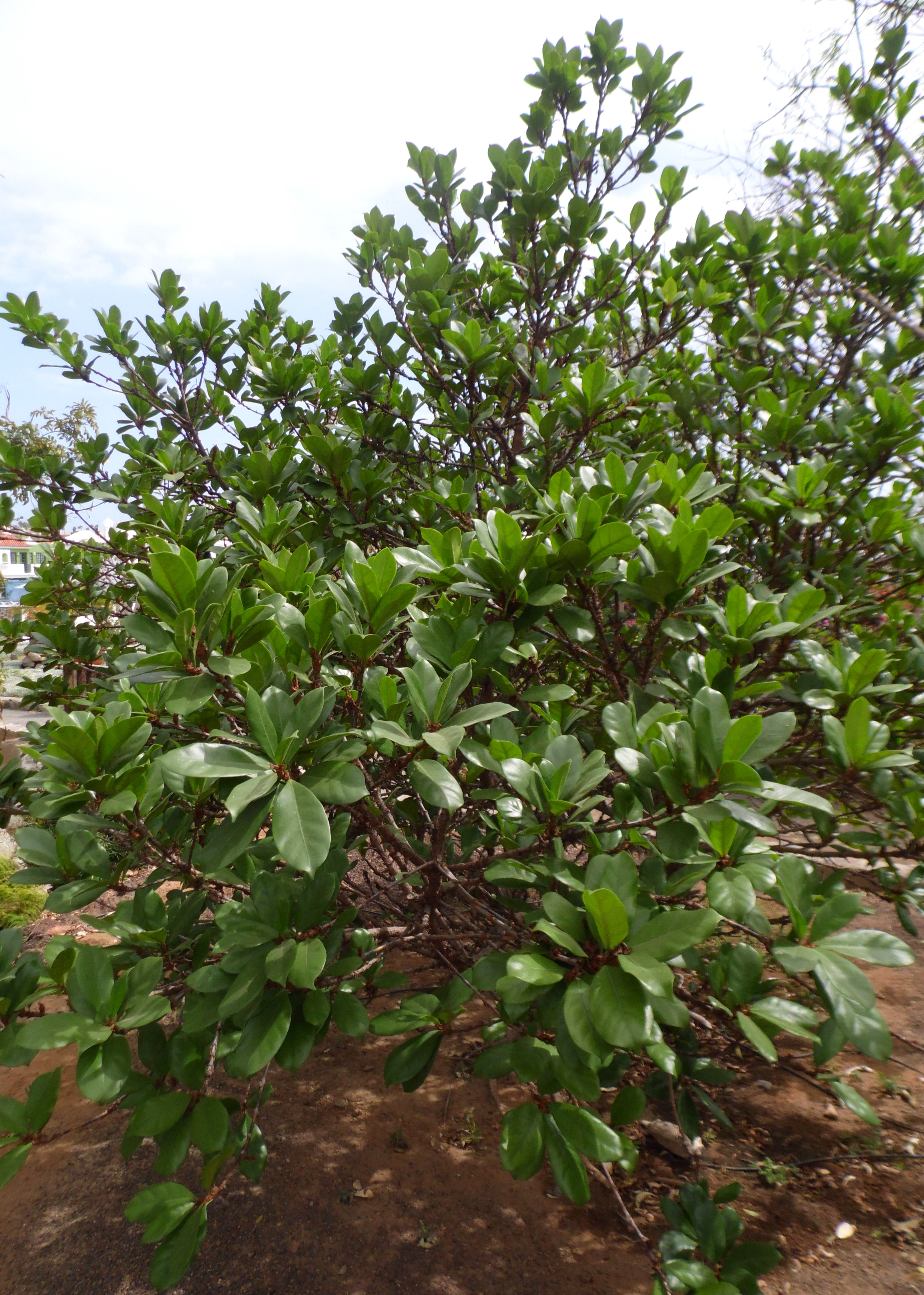